# Olympische Sommerspiele 2004/Teilnehmer (Amerikanische Jungferninseln)
| Gelbes Symbol für Goldmedaillen mit stilisierten Olympischen Ringen | Graues Symbol für Silbermedaillen mit stilisierten Olympischen Ringen | Braundes Symbol für Bronzemedaillen mit stilisierten Olympischen Ringen |
| ------------------------------------------------------------------- | --------------------------------------------------------------------- | ----------------------------------------------------------------------- |
| —                                                                   | —                                                                     | —                                                                       |

Die Amerikanischen Jungferninseln nahmen an den Olympischen Sommerspielen 2004 in Athen, Griechenland, mit einer Delegation von sechs Sportlern (fünf Männer und eine Frau) teil. Zur Fahnenträgerin bei der Eröffnungsfeier wurde die Leichtathletin LaVerne Jones-Ferrette gewählt.

## Teilnehmer nach Sportarten

### Leichtathletik
Laufen und Gehen 
| Athleten               | Wettbewerb | Vorlauf | Vorlauf | Viertelfinale | Viertelfinale | Halbfinale    | Halbfinale    | Finale        | Finale        | Rang |
| Athleten               | Wettbewerb | Zeit    | Rang    | Zeit          | Rang          | Zeit          | Rang          | Zeit          | Rang          | Rang |
| ---------------------- | ---------- | ------- | ------- | ------------- | ------------- | ------------- | ------------- | ------------- | ------------- | ---- |
| Herren                 |            |         |         |               |               |               |               |               |               |      |
| Adrian Durant          | 100 m      | 10,52 s | 6       | ausgeschieden | ausgeschieden | ausgeschieden | ausgeschieden | ausgeschieden | ausgeschieden | -    |
| Damen                  |            |         |         |               |               |               |               |               |               |      |
| LaVerne Jones-Ferrette | 100 m      | 11,38 s | 4       | 11,44 s       | 6             | ausgeschieden | ausgeschieden | ausgeschieden | ausgeschieden | -    |
| LaVerne Jones-Ferrette | 200 m      | 23,20 s | 3       | 23,09 s       | 6             | ausgeschieden | ausgeschieden | ausgeschieden | ausgeschieden | -    |

### Schießen
| Herren     |                    |     |    |
| Chris Rice | Luftpistole 10 m   | 551 | 27 |
| Chris Rice | Freie Pistole 50 m | 529 | 41 |

### Schwimmen
| Athleten       | Wettbewerb     | Vorlauf | Vorlauf | Halbfinale    | Halbfinale    | Finale        | Finale        | Rang |
| Athleten       | Wettbewerb     | Zeit    | Rang    | Zeit          | Rang          | Zeit          | Rang          | Rang |
| -------------- | -------------- | ------- | ------- | ------------- | ------------- | ------------- | ------------- | ---- |
| Herren         |                |         |         |               |               |               |               |      |
| George Gleason | 100 m Freistil | 51,69 s | 6       | ausgeschieden | ausgeschieden | ausgeschieden | ausgeschieden | 44   |
| George Gleason | 100 m Rücken   | 57,64 s | 5       | ausgeschieden | ausgeschieden | ausgeschieden | ausgeschieden | 37   |
| Josh Laban     | 50 m Freistil  | 23,43 s | 3       | ausgeschieden | ausgeschieden | ausgeschieden | ausgeschieden | 43   |

### Segeln
| Herren        |             |       |    |
| Timothy Pitts | Finn-Dinghy | 381,0 | 41 |